# Ніж для масла

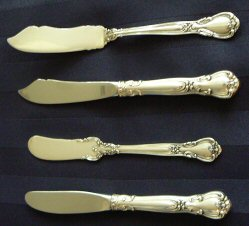
1 візерунок, 4 різних ножів. Зверху вниз: цільний стерлінговий головний ніж для масла, головний ніж з пустотілою ручкою, ніж з цільною ручкою, ніж з пустотілою ручкою, в оформленні візерунка «Chantilly» компанії Gorham Manufacturing Company

Ніж для масла — загалом, будь-який незазубрений столовий ніж із тупим вістрям і закругленим кінцем; у візерункових столових приладах для формальних сервірувань роблять різницю між таким ножем посадкового місця (або столовим ножем) і ножем для масла. В останньому випадку ніж для масла (інакше головний ніж для масла) вже гострокінцевий ніж з тупим вістрям, що часто має форму шаблі, що використовується тільки для подачі порцій вершкового масла з центральної маслянки на індивідуальні тарілки. Головний ніж не використовують для намазування масла на хліб — це призведе до засмічення масла крихтами. Замість нього за сніданком, ланчем та неофіційним обіднім столом використовують індивідуальний ніж, щоб нанести масло скибку. Індивідуальні ножі мають закруглений кінець, такий, що не зачіплює хліб, їх іноді називають «ножами для намазування масла» (butter spreaders). Якщо прилади для намазування масла не були надані, можна використовувати обідній ніж як альтернативу.